# Belén de Sárraga
Belén de Sárraga Hernández, née à Valladolid en 1874 et morte au Mexique en 1951, est une journaliste et militante féministe hispano-mexicaine républicaine espagnole.

## Biographie
Belén de Sárraga Hernández naît à Valladolid en 1872, pendant le Sexennat démocratique.
Elle a un frère, Rafael. À la suite de l'abandon de son père du domicile familial (1888) et de la mort de sa mère (1889), elle s'occupe de sa famille avec son frère Rafael. Elle se rapproche très jeune des cercles républicains. En 1890, elle se marie avec Emilio Ferrero Balaguer, un commerçant franc-maçon de Barcelone. Le couple donne naissance à trois enfants : Libertad, Demófilo Dantón et Víctor Volney. 
Belén commence à entrer dans les cercles de presse et publie dans les journaux, tant à Barcelone qu'à Madrid. Elle termine parallèlement ses études de médecine à l'Université de Barcelone.
C'est une lectrice passionnée de Proudhon, Bakounine et Kropotkine. Elle s'autoproclame fille spirituelle de Francesc Pi et Margall, d'Eduardo Benot et de Nicolás Estévanez, d'Olympe de Gouges,  de Germaine de Staël, de George Sand et de Louise Michel.
En 1895, Belén fonde à Valence la Fédération des Groupes Féminins. L'année d'après, à Barcelone, elle fonde l'Association des Femmes Libre Penseuses, qui est vite interdite. Elle participe également aux campagnes contre la monarchie et en faveur de l'indépendance cubaine. Elle sera emprisonnée à cause de cela. À la fin de l'année, elle entre à la loge “Severidad” et dirige le journal La Conciencia Libre.
En 1897, elle devient présidente de l'Association Générale Féminine de Valence, puis fonde, à la fin de l'année, la Federación de Sociedades de Resistencia à Málaga, organisation qui aura jusqu'à 30 000 adhérents et 80 sections. En 1898, elle vit à Madrid où elle se lie avec les anarchistes Fermín Salvochea et Álvarez et Pedro Vallina.
En 1899, elle fonde l'Association des Femmes Libre Penseuses de Maó, à Minorque. Elle milite avec Teresa Claramunt et Ángeles López de Ayala dans le groupe anarchiste barcelonais du quartier de Gràcia. 
En 1900, elle relance l'hebdomadaire La Conciencia Libre, à Malaga, ce qui lui vaut les poursuites du gouverneur Alfonso González Núñez, d'Amalia Heredia Livermoore, marquise de Casa Loring et belle-mère de Francisco Silvela. Belén sera visée durant cette époque par de nombreux procès, qui lui occasionnent d'importantes pertes financières.
Elle continue néanmoins les meetings et les manifestations, aux côtés, entre autres de Soledad Gustavo à Jerez.
En 1902, toujours à Malaga, elle organise l'action syndicale des ouvriers et des paysans avec Alejandro Lerroux et Rodrigo Soriano. Elle participe également à Genève au Congrès de la Libre Pensée.
En 1903, elle adhère à l'Union républicaine.
Le 4 septembre 1904, elle est condamnée à deux mois et un jour de prison, après son discours contre le général Camilo García de Polavieja, à la suite de l'exécution du poète José Rizal, héros de l'indépendance des Philippines.
Elle déménage en Uruguay en 1907, toujours très active dans l'engagement militant. Elle y fonde le journal El Liberal de Uruguay. Elle visite le continent en dénonçant les injustices. Ainsi, en février 1913, elle est invitée au Chili par Teresa Flores et Luis Emilio Recabarren pour réaliser une série de conférences publiques. La presse s'intéresse fortement à elle, comme La Razón ou le Mercurio de Valparaíso.  
Après une étape militante en Argentine entre 1915 et 1921, elle rejoint le Mexique, où elle dirige la revue Rumbos Nuevos et enseigne dans les écoles laïques. Elle acquiert la nationalité mexicaine en 1926. Elle travaille avec le président uruguayen José Batlle, ainsi qu'avec Felipe Carrillo Puerto, gouverneur du Yucatán, et avec les présidents Francisco I. Madero, Álvaro Obregón et Plutarque Elías Calles.
Elle revient en Espagne dès la proclamation de la République, en 1931. Elle y est très active, mais elle doit fuir au Mexique à l'arrivée au pouvoir des nationalistes, où elle continue la lutte républicaine avec les exilés.
Elle décède de néphrite le 10 septembre 1951 au Mexique. 

## Œuvres
- Minucias (Poesías) (Málaga, 1902)
- Congreso Universal de Librepensadores de Ginebra (Málaga, 1903)
- Conferencias sociológicas y de crítica religiosa, dadas en Santiago de Chile en enero y febrero de 1913 (Santiago (Chili), 1913)
- A través de un continente. El anticlericalismo en América (Lisbonne,1914)
- La evolución de los pueblos y las congregaciones religiosas. Conférences (Mexico, 1915)·
- La iglesia en la política (Mexico, 1923)
- Conférence de Belén de Sárraga le 4 mai 1924, au Teatro Maxim, à l'occasion de l'hommage a Felipe Carrillo Puerto, organisée par la Agrupación Socialista de La Habana (Mexico, 1924)
- La cuestión religiosa, Federación anticlerical Mexicana (Mexico, 1926)
- La papisa Juana. Testimonio histórico contra el origen divino del Papado (Asunción, 1931)
- El vicariato divino: síntesis de la vida pontificia en sus tres más importantes aspectos: político, moral y económico. (Asunción, 1931)